# 두초
두초 디 부오닌세냐(이탈리아어: Duccio di Buoninsegna)는 13세기 후반과 14세기 초반 시에나에서 활동한 이탈리아의 화가이다.
그는 시에나 회화의 아버지이자 다른 이들과 함께 서양 미술의 창시자로서 손꼽힌다. 그는 인생 전부를 이탈리아 전역에서 정부와 종교 건물들에 많은 중요한 작품들을 제작하도록 고용되었다. 두초는 트레첸토 화풍 스타일과 시에나 화파를 만들어냈고, 시에나 고딕 미술에 크나큰 기여를 하였다.